# جورج ميلر ستيرنبيرغ
جورج ميلر ستيرنبيرغ (بالإنجليزية: George Miller Sternberg)‏ هو جراح أمريكي، ولد في 8 يونيو 1838 في كوبرستاون في الولايات المتحدة، وتوفي في 3 نوفمبر 1915 في واشنطن العاصمة في الولايات المتحدة.